# Chrysopetalum macrophthalmum
Chrysopetalum macrophthalmum är en ringmaskart som beskrevs av Hartmann-Schröder 1959. Chrysopetalum macrophthalmum ingår i släktet Chrysopetalum och familjen Chrysopetalidae. Inga underarter finns listade i Catalogue of Life.